# Cantón de Jurançon
El cantón de Jurançon era una división administrativa francesa, situada en el departamento de los Pirineos Atlánticos y la región Aquitania.
El chef-lieu era Pau y no la comuna que daba nombre al cantón.

## Composición
El cantón de Jurançon agrupaba 6 comunas:
- Bosdarros
- Gan
- Jurançon
- Laroin
- Pau (sur)
- Saint-Faust

## Supresión del cantón de Jurançon
En aplicación del Decreto n.º 2014-248 de 25 de febrero de 2014, el cantón de Jurançon fue suprimido el 22 de marzo de 2015 y sus seis comunas pasaron a formar parte, tres del nuevo cantón de Billère y Laderas de Jurançon, dos del nuevo cantón de Ouzom, Gave y Orillas del Neez y una del nuevo cantón de Pau-3.